# Achille Fould (1800-1867)
Achille Fould (Parigi, 17 novembre 1800 – Tarbes, 5 ottobre 1867) è stato un politico e banchiere francese.

## Biografia
Achille Fould nacque il 17 novembre 1800 a Parigi. Suo padre, Beer Léon Fould, era un banchiere ebreo askenazita.
Fould iniziò la sua carriera di banchiere nella banca di famiglia. Nel 1842 entrò nella vita politica, eletto deputato per il dipartimento degli Hautes-Pyrénées. Dopo la rivoluzione di febbraio del 1848, pubblicò due pamphlet contro l'uso della carta moneta dal titolo Pas d'Assignats I e Observations sur la question financière.
Durante la presidenza di Luigi Napoleone Bonaparte fu quattro volte ministro delle finanze e varò alcune riforme economiche, orientandosi però date le sue forti tendenze conservatrici ad opporsi alla dottrina del libero scambio. Il 25 gennaio 1852, col decreto che confiscava i beni alla famiglia Orléans, diede le proprie dimissioni da ministro delle finanze, ma venne nel contempo nominato senatore e poco dopo tornò come ministro della maison de l'empereur. Con questo ruolo diresse a Parigi l'esposizione universale del 1855. Gli eventi del novembre 1860 portarono nuovamente alle sue dimissioni, ma fu richiamato a novembre dell'anno seguente e mantenne il proprio incarico sino al 19 gennaio 1867, quando Émile Ollivier venne nominato primo consigliere dell'imperatore. Durante l'ultimo suo ministero ridusse il debito fluttuante che la guerra in Messico aveva fortemente aumentato, negoziando un prestito di 300.000.000 di franchi.
Nel 1852, contribuì alla creazione del Crédit Mobilier che promosse fortemente la costruzione di nuove ferrovie e porti in Francia.
Fould, dotato di notevoli abilità finanziarie, aveva anche un gusto per l'arte che sviluppò in gioventù visitando l'Italia e le coste orientali del Mediterraneo. Nel 1857 divenne membro dell'Academy of the Fine Arts.
Nel 1858 si convertì al protestantesimo.
Morì a Tarbes nel 1867.